# ۹ آو
۹ آو - از آغاز سال در گاه‌شماری عبری ۲۹۶ روز گذشته و به پایان آن ۶۹ روز (در سال عادی) یا ۷۰ روز (در سال کبیسه) مانده است. 

یهودیان معتقدند که مسیح موعود یا همان «ناجی افسانه‌ای» در این روز به دنیا می‌آید.

## رویدادها
- ۵۸۶ قبل از میلاد - تخریب هیکل سلیمان به دست بخت‌النصر دوم
- ۵۰۵۰ - اخراج یهودیان از انگلستان به دستور ادوارد اول
- ۵۲۵۲ - تبعید ۳۰۰٬۰۰۰ یهودی از اسپانیا
- ۵۳۸۶ - شبتای تسوی، خاخام کابالیست به دروغ ادعا کرد که مسیح موعود یهودیان است و باعث فتنه بزرگی شد
- ۵۶۷۴ - آغاز جنگ جهانی اول
- ۵۷۰۱ - آدولف هیتلر طی حکمی به رینهارد هایدریش فرمانده اِس اِس دستور داد تا مقدمات پروژهٔ «چاره نهایی» که بعدها به واقعه هولوکاست معروف شد را آماده کند.

## همچنین ببینید
- تیشا بآو
- آو (عبری)